# Виходцева Інна Миколаївна
Інна Миколаївна Виходцева (27 червня 1934, Сталіно, Українська РСР, СРСР — 31 грудня 2024) — радянська і російська актриса, заслужена артистка Російської Федерації (1992).

## Біографія
Інна Виходцева народилася 27 червня 1934 року в Сталіно. Пізніше сім'я переїхала до Краснодона Луганської області. Під час німецько-радянської війни була в евакуації.
У дитинстві брала участь у самодіяльності — читала зі сцени вірші, виступала на зльотах і святкових концертах. Відвідувала шкільний драмгурток. У 1951 році зі срібною медаллю закінчила школу.
У 1957 році закінчила ВДІК (майстерня народного артиста СРСР Юлія Райзмана).
У 1969—1997 роках працювала актрисою дубляжу. Її голосом говорили акторки Софі Лорен («Любов під в'язами»), Стефанія Сандреллі («Вони йшли за солдатами»), Клаудія Кардінале («Червоний намет») та ін.
З 1957 по 2019 рік перебувала в трупі Театру-студії кіноактора. З 2019 року — у трупі Центру театру та кіно.

## Стан здоров'я
У 2022 році намагалася накласти на себе руки, наковтавшись таблеток. Її госпіталізували в НДІ імені Скліфосовського. 10 жовтня була виписана з лікарні.

## Родина
- Чоловік — Лев Олександрович Поляков (1927—2001), актор Театру-студії кіноактора, Народний артист Російської Федерації.
  - Син — Микита Львович Поляков (1960—1998), перекладач, закінчив інститут Моріса Тореза. Зник у Домініканській Республіці за нез'ясованих обставин під час цунамі 1998 року.

В інтерв'ю журналу «Тільки зірки» актриса вперше розповіла про трагедію, що сталася із сином:
«Після закінчення ВНЗ Микита працював референтом-перекладачем у різних країнах. У Парижі він познайомився з Христиною, привіз її до нас у Москву. Йшла мова про весілля. У 1998 році Микиту запросили за контрактом працювати в Домініканській Республіці. Незабаром там було цунамі. Ми кинулися шукати сина. Зверталися по допомогу до Червоного Хреста, до МЗС. Але все марно. Потім моя родичка ходила до ворожки, і та підтвердила, що Микити немає в живих. Їх усіх змило в океан. Синові було всього 38 років».
У загибелі сина є певна незрозумілість, у списку землетрусів у карибському басейні з жертвами 1998 року він не значиться.

## Нагороди
- Заслужена артистка Російської Федерації (10 червня 1992) — за заслуги в галузі кіномистецтва[6].

## Фільмографія
- 1957 — Балтійська слава — Люся Зарніцина з друкарні революційної газети
- 1958 — Тихий Дон — Анна Погудко (не вказана в титрах)
- 1958 — Лавина з гір — Ліна
- 1958 — Юність наших батьків — Варя
- 1959 — Сувора жінка — Юлька
- 1960 — Безсонна ніч — Віка Яхонтова
- 1961 — Особиста першість — Ніна
- 1962 — У твого порога — «До побачення, миленький, одужуй!» медсестра
- 1964 — Криниці — Наталія Петрівна
- 1964 — Батько солдата — жінка з дітьми на возі, мати Васі
- 1965 — Три пори року
- 1965 — Повз вікон йдуть поїзди — Євгенія Іванівна, вчителька
- 1965 — Чорний бізнес — Валя, працівниця камвольного комбінату, член Штабу «Комсомольського Прожектора»
- 1966 — Поганий анекдот — емансипована дівчина
- 1966 — Всюди є небо — мама Тані - головна роль
- 1969 — Старий дім — кріпосна Мусіна-Пушкіна
- 1970 — Переступи поріг
- 1971 — У нас на заводі — мати Юри
- 1974 — Шукаю мою долю
- 1974 — Остання зустріч — льотчиця
- 1976 — Село Утка — продавчиня
- 1977 — Службовий роман — співробітниця статистичної установи
- 1977 — Зрадниця — вчителька
- 1977 — Доля — колхозниця
- 1978 — П'ять вечорів — дружина капітана в ресторані (нема в титрах)
- 1979 — Москва сльозам не вірить — телережисер
- 1980 — Срібні озера
- 1980 — Огарьова, 6 — слідча Ірина Петрівна
- 1981 — Кохана жінка механіка Гаврилова
- 1981 — Рідня
- 1983 — Летаргія
- 1984 — Мертві душі — дружина віце-губернатора
- 1985 — Битва за Москву — епізод
- 1986 — Говорить Москва — працівник виконкому
- 1988 — Бризки шампанського — Інна
- 1990 — Хлопчики
- 1991 — Щен із сузір'я Гончих Псів — сусідка
- 1991 — Як живете, карасі?
- 2001 — Громадянин начальник — родичка Маші, жертва грабіжників
- 2003 — Каменська-3: Стиліст
- 2004 — 2013 — Кулагін і партнери
- 2005 — Аеропорт
- 2011 — Байдужість — Зоя
- 2014 — Земський лікар. Кохання всупереч — пацієнтка
- 2017 — Син — вахтерка

## Озвучування
- 1936 — Партійний квиток — Анна
- 1937 — Арсен (у відновленій версії 1969 року)
- 1948 — Гіркий рис — Сільвана, роль Сільвани Мангано
- 1948 — Ловко влаштувався — Една Філбі
- 1958 — Любов під в'язами — Анна Кебот, роль Софі Лорен
- 1960 — Моє останнє танго (Іспанія)
- 1965 — Червона борода (Японія) — Масае
- 1966 — Батько (Угорщина) — Анні, роль Каті Шойом
- 1966 — Полювальник з Лалвара — Шушик, роль К. Казарян
- 1966 — Привид замку Моррісвіль (Чехословаччина) — Мейбл, роль Яни Новакової
- 1967 — Зрада — Саодат, роль Зухри Хасанової
- 1968 — Фальшива Ізабелла (Угорщина) — Іца
- 1968 — Лілейська гора (Югославія) — Неда, роль Анки Зупанч
- 1969 — Випалена земля (Норвегія) — Хердіс
- 1969 — Гладіатор — Анні Тиху, роль Вії Артмане
- 1969 — Червоний намет — Валерія, роль Клавдія Кардинале
- 1969 — Промені в склі — Іріс, роль Вії Артмане
- 1969 — Минулі дні — Зейнаб, роль Г. Зуфарової
- 1969 — Я пам'ятаю тебе, вчителю — дружина Джабіша, роль Шафіги Мамедової
- 1970 — Джерело Егнар — Манан, роль Каріни Сукіасян
- 1970 — Сім днів Туйзу Тааві — Ріті, роль А. Вескімяе
- 1971 — Шукачі затонулого міста — Лалі, роль Лалі Бадурашвілі
- 1972 — Високий блондин у чорному черевику — Крістін, роль Мірей Дарк
- 1972 — Повторний шлюб — Пауліна
- 1972 — Вулиця — Сеїль, роль Бакен Кидикеєвої
- 1973 — Біла сукня (Єгипет)
- 1973 — Потоп — Оленька, роль Малгожати Браунек
- 1973 — Хаос — Марта, роль Арусі Папян
- 1973 — Шах королеві діамантів — Долмане, роль Лідії Пупуре
- 1974 — Повернення високого блондина — Крістін, роль Мірей Дарк
- 1974 — Коли жінка осідлає коня — Артикгуль, роль Мая-Гозель Аймедової
- 1974 — Месник з Гянджабасара — Габіба, роль Сафури Ібрагімової
- 1974 — Людина з «Олімпу» — Арпік, роль Лаури Вартанян
- 1975 — Соло для слона з оркестром — член циркового жюрі, роль Марії Драгокоупілової
- 1976 — Дервіш підриває Париж, роль Сафури Ібрагімової
- 1976 — Вмій сказати «ні»! — Акджемал, роль Мая-Гозель Аймедової
- 1978 — Кваркваре — Аграпіна, роль Галини Дадіані
- 1997 — Дон Кіхот повертається (Болгарія, Росія) — Герцогиня, роль Людмили Чешмеджиєвої